# Литовченко В'ячеслав Григорович
В'ячесла́в Григо́рович Лито́вченко (17 грудня 1971 — 30 вересня 2016) — солдат Збройних сил України, учасник російсько-української війни.

## Життєпис
Народився 1971 року в селі Старицьківка (Машівський район, Полтавська область) (за іншими даними — в м. Полтаві). Навчався в старицьківській ЗОШ полтавському ПТУ № 23. Строкову службу проходив у Білорусі, там одружився і по демобілізації проживав. Після розлучення приїхав із сином на Полтавщину — до села Старицьківка.
У травні 2015 року прийшов добровольцем до полтавського 17-го запасного полку ДУК. Вояк 1-ї окремої штурмової роти Добровольчого українського корпусу «Правий сектор». Пройшов вишкіл і з лютого 2016 року вирушив на фронт. У липні зазнав поранення на шахті «Бутівка», після лікування одразу повернувся на передову, провідав під час лікування маму, щоб допомогти їй по господарству.
29 жовтня 2016 року увечері зазнав важкого поранення в голову від кулі снайпера в промзоні Авдіївки. В'ячеслава довезли до шпиталю, стабілізували, проте рана була несумісна з життям. О 1-й годині ночі 30 жовтня В'ячеслав помер на операційному столі.
3 жовтня 2016 року похований на Алеї Героїв Центрального кладовища Полтави.
Залишилися батьки, сестра, двоє братів та син (один з братів теж був на фронті).

## Нагороди
- медаль УПЦ КП «За жертовність і любов до України» (посмертно);
- відзнака «За оборону рідної держави» (посмертно);
- орден ВГО «Країна» «За мужність та відвагу» (посмертно);
- відзнака «За вірність народу України» І ступеня (посмертно рішення Полтавської обласної ради);
- В 2021 році був нагороджений орденом «За мужність» III ступеня (посмертно)[1].

## Вшанування
- в старицьківській ЗОШ відкрито меморіальну дошку В'ячеславу Литовченку